# Carlos de Beistegui
Pour les articles homonymes, voir Beistegui.
Carlos (de) Beistegui est un collectionneur mexicain d'origine basque né à Mexico le 18 février 1863 et mort à Biarritz le 12 janvier 1953à la villa Zurbiac.
Il fut un très généreux mécène des musées et institutions culturelles françaises. Il ajouta une particule à son nom de famille.

## Biographie
La famille Beistegui avait fait fortune en exploitant des mines d'argent au Mexique.
Ses parents s'installèrent en France en 1876, et par la suite, il devint l'ami de Léon Bonnat, dont il fut l'élève, malgré une différence d'âge importante.
À défaut d'en faire un peintre professionnel, Bonnat lui transmit le virus de la collection et la générosité qui caractérise les mécènes.

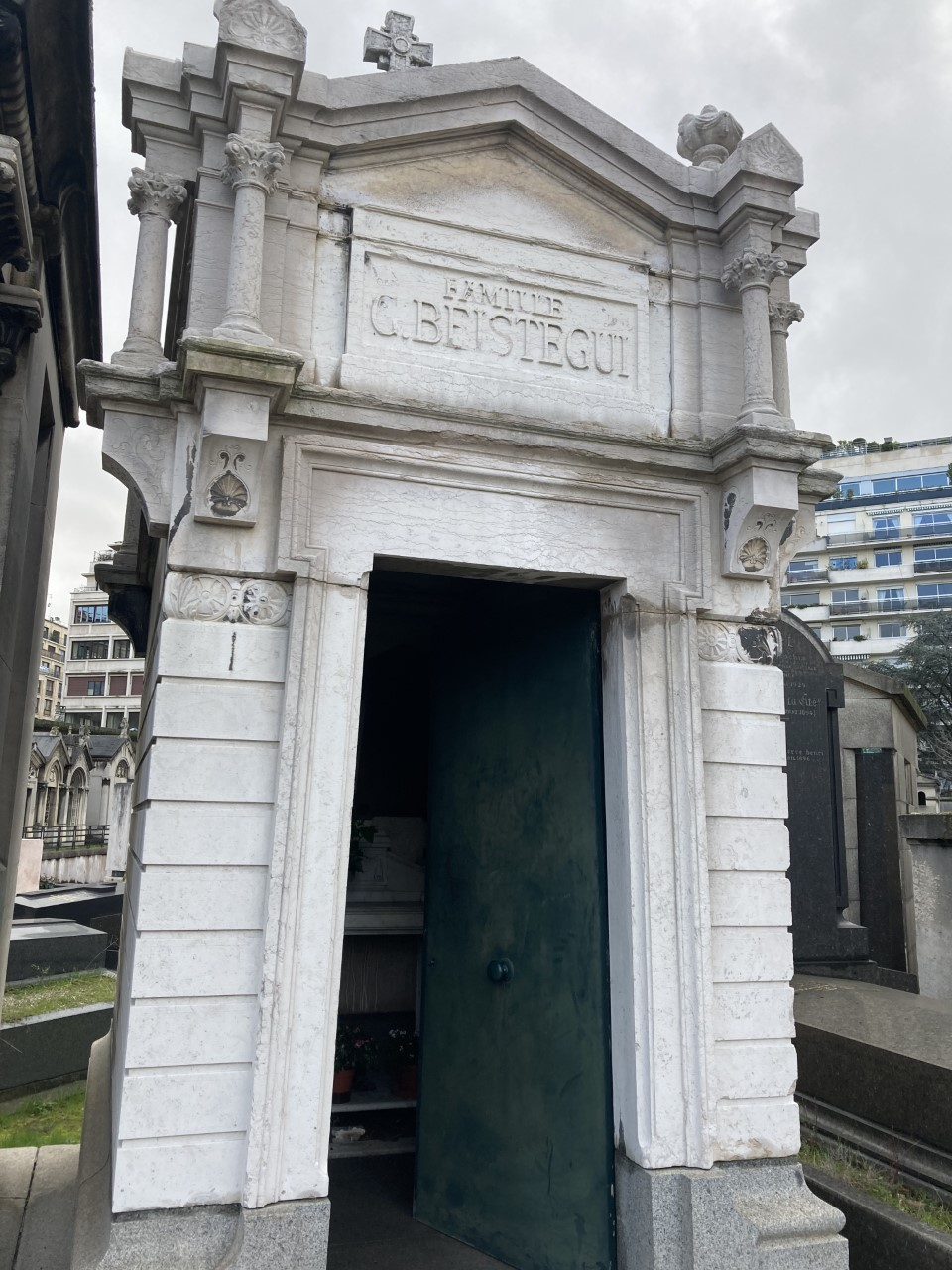
Sépulture au cimetière de Passy.

Il était l'oncle de Charles de Beistegui, célèbre esthète et décorateur des années 1950.

## Dons et acquisitions
- 1902 : achat de la collection de numismatique alsacienne de H. Meyer, offerte à la Bibliothèque nationale ; son neveu, Charles de Beistegui, fut également un grand numismate qui légua en 1951 un lot important au Cabinet des Médailles.
- 1912 : achat du Portrait du Dauphin Charles Orlant de Jean Hey, à la demande d'un conservateur du Louvre devant le refus du conseil des Musées de l'acquérir ; cette acquisition fut assortie d'une promesse de don au musée du Louvre.
- 1928 : achat du Portrait inachevé de Bonaparte de David, à la demande de René Huyghe.
- 1931 : promesse de don de sa collection de 1227 monnaies d'or au Cabinet des Médailles, mais il révoque ce don en 1942, la collection fait alors l'objet d'un achat le 12 juillet 1944 sous le numéro d'inventaire P 552[2].
- Participation à hauteur de 20 000 francs pour l'achat d'une paire de chenets de cheminée exécutée François-Thomas Germain, d'une valeur de 300 000 F.
- 1942 : donation au musée du Louvre, sous réserve d'usufruit, d'une importante collection de 21 tableaux toujours exposés ensemble, dans la « salle Beistegui » au deuxième étage du pavillon Sully, puis dans la galerie Mollien de l'aile Denon depuis le 15 mai 2019 ; selon ses volontés son portrait par Ignacio Zuloaga doit également y être exposé en permanence[3].Portrait de Carlos de Beistegui par Ignacio Zuloaga (on voit en fond le portrait de Madame Panckouke, ces deux tableaux sont exposés côte à côte au Louvre)

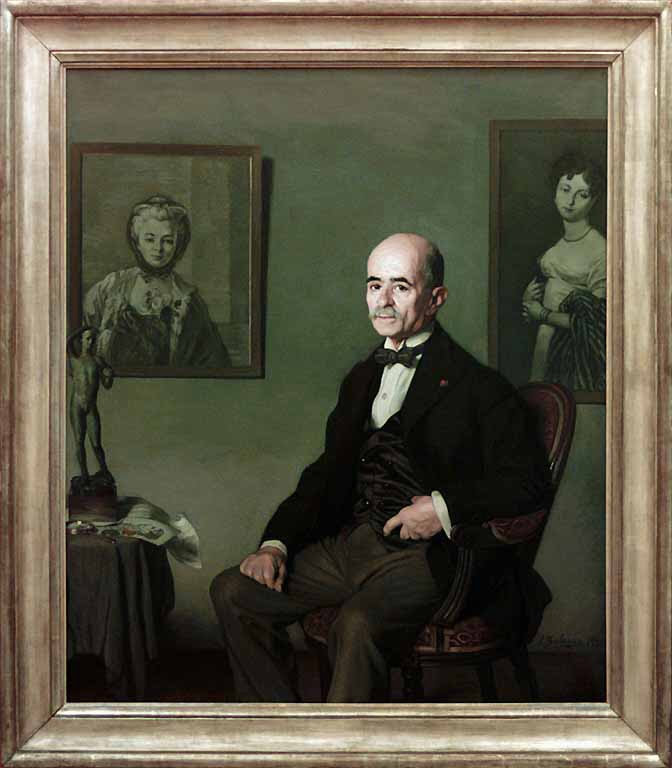
Portrait de Carlos de Beistegui par Ignacio Zuloaga (on voit en fond le portrait de Madame Panckouke, ces deux tableaux sont exposés côte à côte au Louvre)

## La donation de 1942 au musée du Louvre
- Anonyme bourguignon du XVe siècle, La Vierge et l'Enfant.
- Jean Hey, Portrait du Dauphin Charles Orlant (1494).
- D'après Antoine van Dyck, Portrait d'homme dit autrefois Portrait de Livio Odescalchi (vers 1626).
- Rubens, La Mort de Didon (1635-1638).
- Nicolas de Largillierre, Portrait de la duchesse de Bouillon.
- François-Hubert Drouais, Portrait de Madame Drouais.
- Jean-Marc Nattier, Portrait de la duchesse de Chaulnes en Hébé (1744).
- Jean-Honoré Fragonard, Portrait d'un artiste (vers 1769) et Le Feu aux poudres (1778).
- Jacques-Louis David, Portrait de madame de Verninac (1798-1799), Portrait de Monsieur Meyer (1795-1796) et Portrait inachevé de Bonaparte (1797-1798).
- Francisco Goya, Portrait de la marquise de la Solana (1795), représentant la dramaturge Rita de Barrenechea.
- Thomas Lawrence, Portrait de Madame Cuthbert.
- François Gérard, Portrait de Madame Lecerf.
- Jean-Auguste-Dominique Ingres, Portrait de Lorenzo Bartolini (1820) et Portrait de Madame Panckoucke (1811).
- Ernest Meissonnier, La Barricade, rue de la Mortellerie, juin 1848 (1850-1851) et Jeune homme écrivant (1852).
- Ignacio Zuloaga, Autoportrait (1931) et Portrait de Carlos de Beistegui.

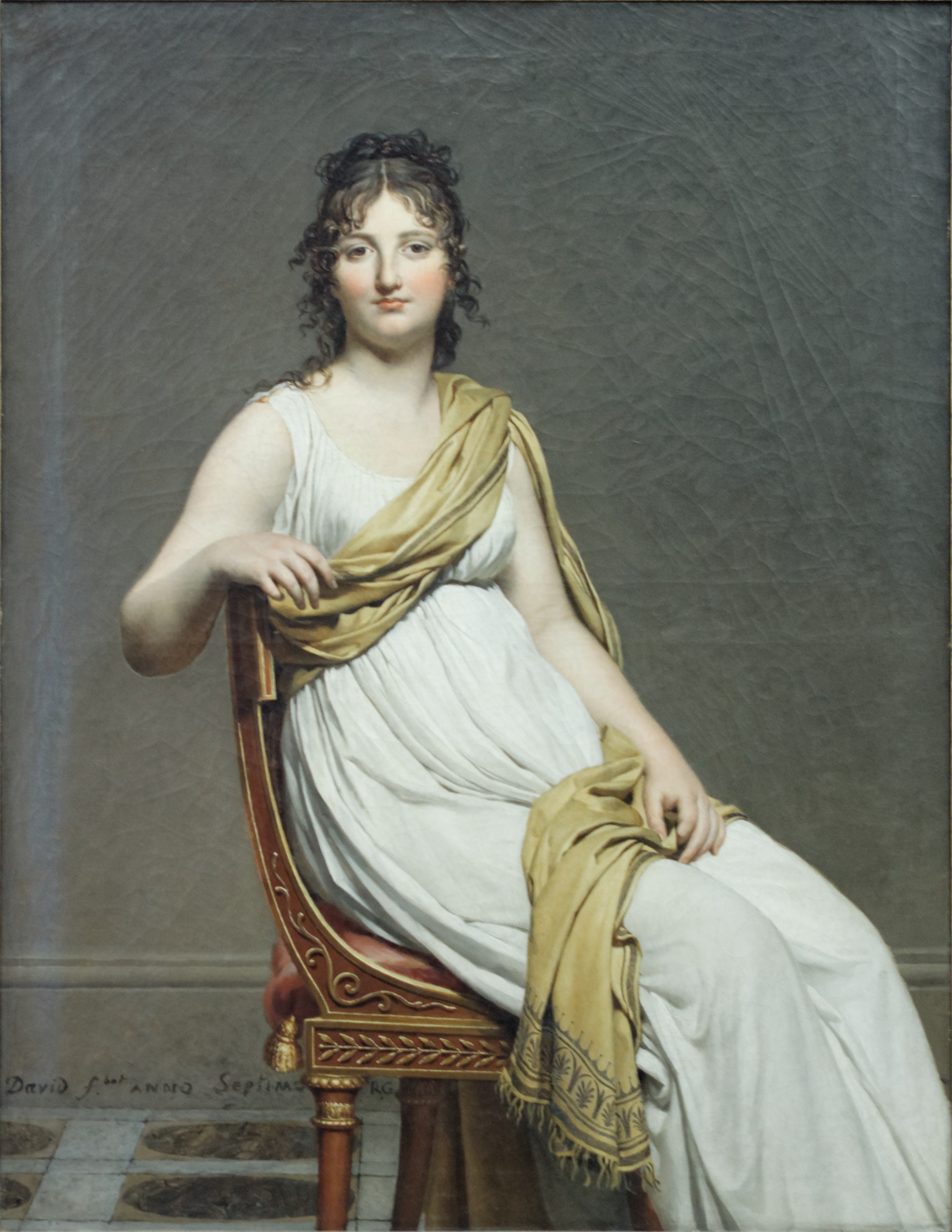
Jacques- Louis David - Portrait de madame de Verninac (1799).
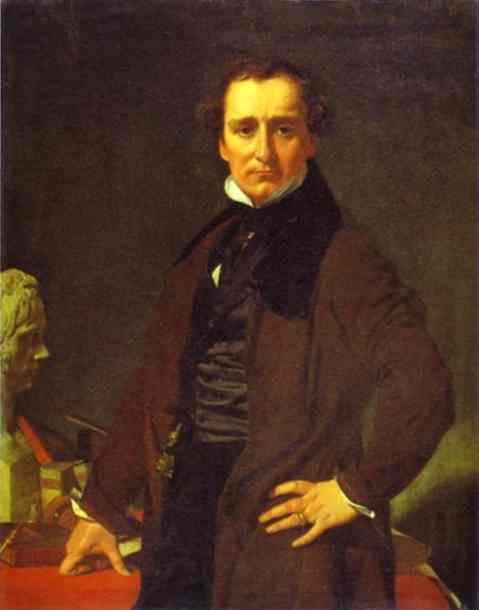
Dominique Ingres - Portrait de Lorenzo Bartolini par Ingres.
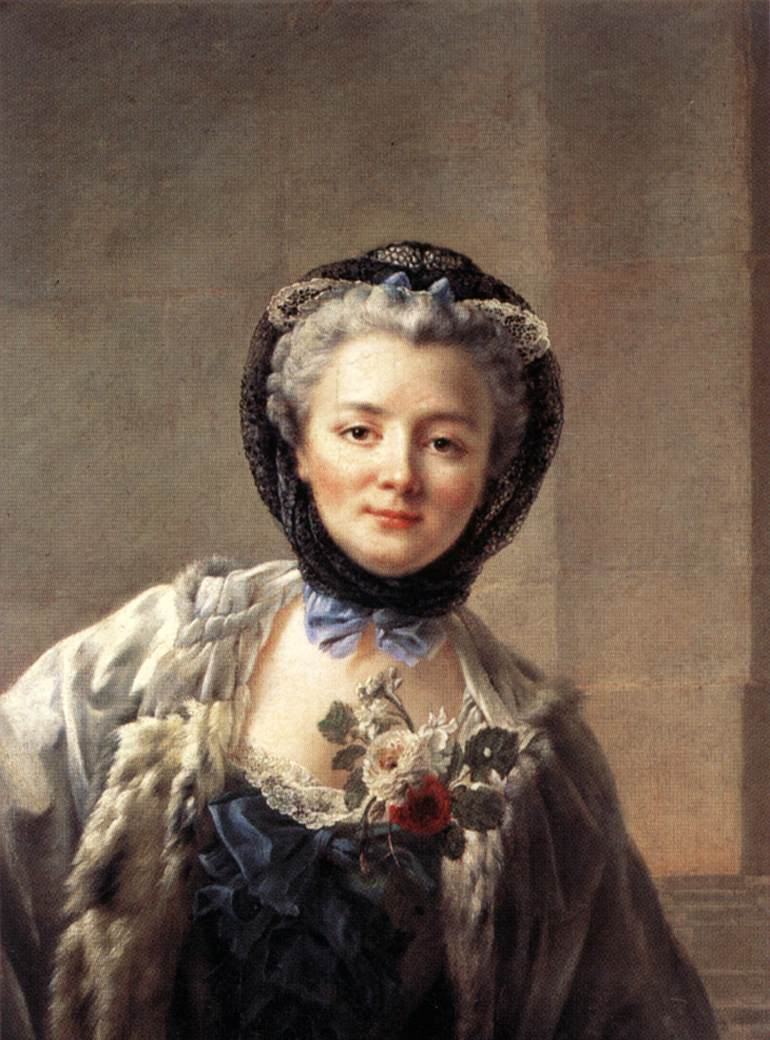
François-Hubert Drouais – Portrait de Madame Drouais (1758).
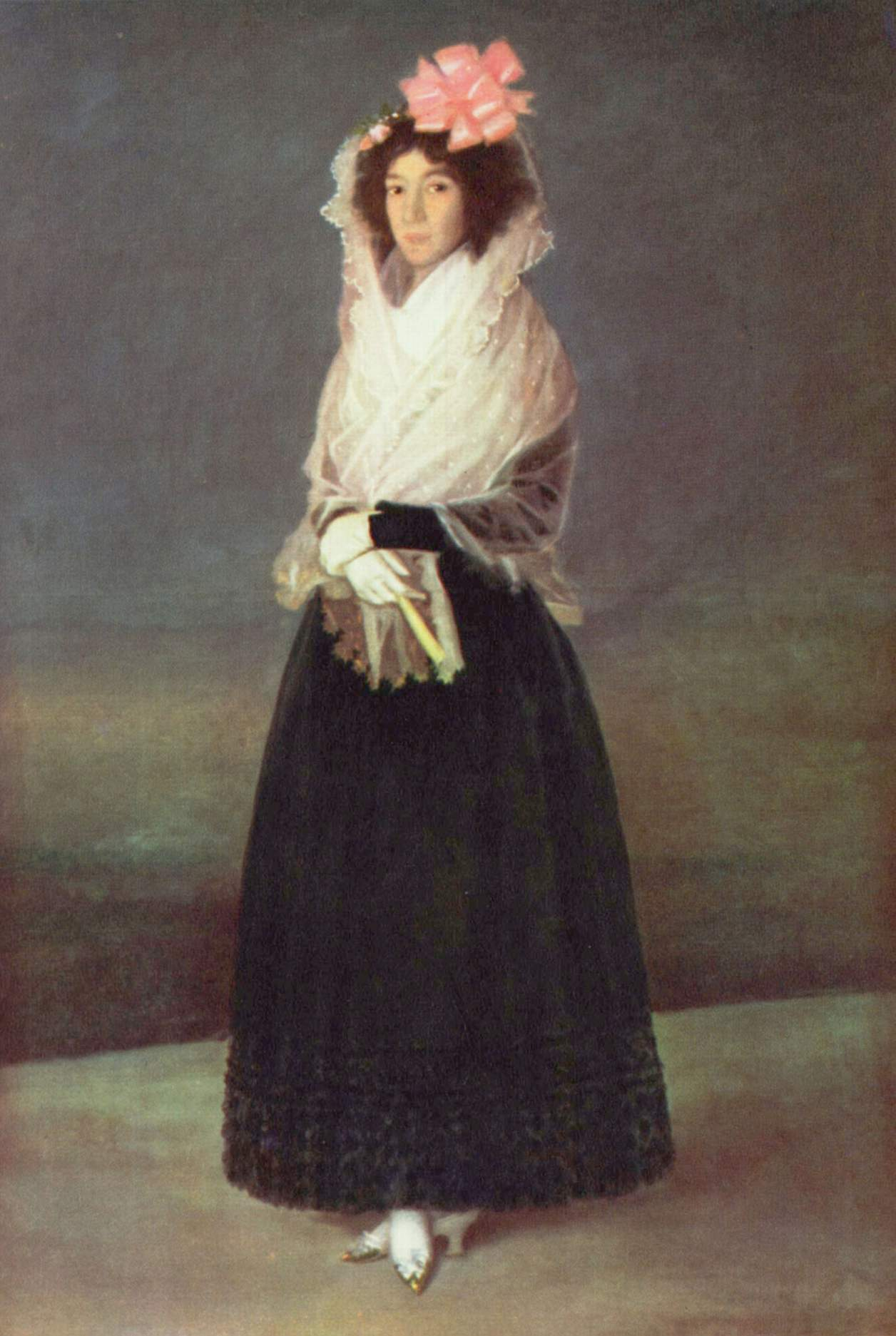
Portrait de la marquise de la Solana par Goya (1795).
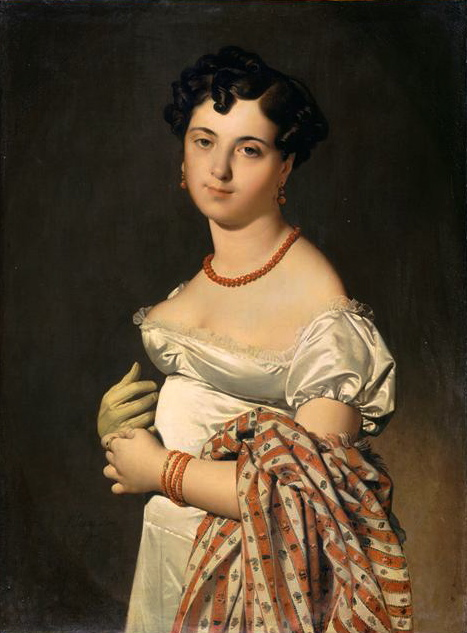
Portrait de Madame Panckoucke par Ingres (1811)